# Sinophorus borealis
Sinophorus borealis là một loài tò vò trong họ Ichneumonidae.